# Etayoa bacatensis
Etayoa bacatensis es la única especie del género extinto de mamífero ungulado Etayoa perteneciente a la familia Carodniidae, en el orden Xenungulata. Vivió a principios del Eoceno (hace aproximadamente 55 millones de años) en el norte de América del Sur.
El espécimen fósil holotipo consiste de una mandíbula con dientes, hallada en la Formación Bogotá en la localidad de Ciudad Bolívar en Bogotá, Colombia. El tamaño estimado de este ungulado sería similar al de un perro.

## Etimología
La especie fue nombrada por el paleontólogo colombiano Carlos Villarroel como homenaje a Fernando Etayo Serna, quien ha contribuido notoriamente a la investigación paleontológica y estratigráfica en Colombia. El nombre de la especie, bacatensis se refiere a Bacatá, el nombre muisca para la principal aldea de la confederación muisca del sur, que sería posteriormente la capital colombiana, Bogotá.